# Calpurnia (Cæsars hustru)
Calpurnia var enten den tredje eller fjerde hustru til Julius Cæsar, og var gift med ham, da han blev myrdet. Ifølge samtidige kilder var hun, trods sin mands utroskab, en god og trofast hustru. Advaret om mordplanerne på sin mand, forsøgte hun at forhindre det.

## Biografi

### Baggrund
Født ca. 76 f.Kr., var Calpurnia datter af Lucius Calpurnius Piso Caesoninus, konsul i 58 f.Kr. Hendes halvbror var Lucius Calpurnius Piso, som senere blev konsul i 15 f.Kr.

### Ægteskab
Calpurnia blev gift med Julius Cæsar i slutningen af 59 f.Kr., mens han var konsul. Hun var omkring sytten år gammel og var sandsynligvis yngre end sin steddatter, Julia. Omtrent på samme tidspunkt ægtede Julia Gnaeus Pompejus Magnus, en tidligere protegé fra Sulla, som havde været konsul i 70 f.Kr., og som for nylig var blevet en af Cæsars nærmeste politiske allierede.
Inden deres ægteskab havde Cæsar allerede været gift to eller tre gange. I sin barndom var han blevet forlovet med Cossutia, datter af en velhavende equites romani, dog er der en vis usikkerhed om, hvorvidt de nogensinde formelt blev gift. Ifølge Sveton var han blevet tvunget til at bryde deres forlovelse, da han i en alder af seksten år blev nomineret til Flamen Dialis, et højtstående præsteembede, hvis indehavere skulle giftes ved confarreatio, en gammel og højtidelig form for ægteskab, der kun var åben for patriciere.
Cæsar giftede sig derefter med Cornelia, en kvinde af patricierrang og datter af Lucius Cornelius Cinna, på det tidspunkt den mest magtfulde mand i Rom. Efter alt at dømme var deres ægteskab lykkeligt; parret fik Julia, Cæsars eneste legitime barn. Efter Cinnas fald og død, samt ødelæggelsen af hans fraktion befalede diktatoren Sulla Cæsar at lade sig skille fra sin rivals datter, et krav som Cæsar nægtede med stor personlig risiko, som næsten kostede ham livet. Cornelia døde i 69 eller 68 f.Kr., da hendes mand forberedte sig på at rejse til Spanien.
Da han var vendt tilbage, ægtede Cæsar Pompeia, et barnebarn af Sulla. Deres ægteskab endte i skandale. I 63 f.Kr. var Cæsar blevet valgt til Pontifex maximus, og fik som sin officielle bolig et hus på Via Sacra. Her blev Bona Deas hellige ritualer, som alle mænd var udelukket fra, fejret i vinteren 62 f.Kr.. Men en ambitiøs ung adelsmand ved navn Publius Claudius Pulcher sneg sig ind i huset forklædt som kvinde, angiveligt med det formål at forføre Pompeia. Han blev opdaget, og det chokerede efterfølgende det romerske aristokrati, og rygter svirrede om Pompeias troskab. Cæsar følte, at han ikke havde noget andet valg end at blive skilt fra Pompeia, ikke fordi han personligt troede på rygterne, men fordi hustruen til Pontifex Maximus er nødt til at være hævet over mistanke.
Cæsar giftede sig derefter med Calpurnia. Hendes samtidige beskriver Calpurnia som en ydmyg, ofte genert kvinde. Efter alt at dømme var Calpurnia en trofast og dydig hustru og synes at have tolereret Cæsars affærer. Der var rygter om, at han havde forført hustruerne til en række fremtrædende mænd, inklusive begge hans allierede i Det første triumvirat, og han havde i nogen tid et intimt forhold til Servilia, noget der var en åben hemmelighed i Rom. Det rygtedes også, at Cæsar var far til Servilias søn, Marcus Junius Brutus, dog er dette usandsynligt af kronologiske grunde, og at Servilia forsøgte at få Cæsar interesseret i hendes datter, Junia Tertia, som ifølge andre rygter samtidig også var Cæsars datter. Cæsar havde også affærer med den mauretanske dronning, Eunoë, og mest berømt med Kleopatra, Egyptens dronning, som hævdede, at han var far til hendes søn, Ptolemaios 15., bedre kendt som "Cæsarion". Ingen børn blev født i Calpurnias ægteskab med Cæsar.

### Forudanelse om Cæsars mord
Ifølge de romerske historikere blev Cæsars mord forudsagt af en række dårlige varsler, såvel som den etruskiske haruspex Spurinna, der advarede ham om stor personlig fare enten på eller ved Idus Martiae i 44 f.Kr. Natten før hans attentat drømte Calpurnia, at Cæsar var blevet såret og lå døende i hendes arme. Om morgenen bad hun ham om ikke at drage til mødet med senatet, som han havde planlagt, og som reaktion på hendes nød og bønner besluttede han ikke at tage afsted. Men Decimus Junius Brutus, en af Cæsars nærmeste venner, som han for nylig havde udnævnt til praetor Peregrinus, og som i hemmelighed var en af de sammensvorne mod ham, kom til huset og overtalte Cæsar til at ignorere varslerne og gå til mødet i senatet.

### Som enke
Efter hendes mands mord fortælles det, at hun i sorg skyndte sig ud af sit hus ledsaget af adskillige kvinder og slaver. Calpurnia afleverede alle Cæsars personlige papirer, inklusive hans testamente og noter, sammen med hans mest dyrebare ejendele, til konsulen Marcus Antonius, en af Cæsars mest betroede allierede, som ikke havde været involveret i sammensværgelsen.
Calpurnia er forundrende fraværende i Octavian propaganda, noget som historikere har betragtet som noget mystisk.  Den eneste senere vidnesbyrde om hende er en inskription af en frigivet slavekvinde ved navn Anthis, som fortæller "Hun var hustru til Cæsar, den store guddom", hvilket daterer den til tidligst 42 f.Kr., hvor Cæsar blev guddommeliggjort.

## Kulturelle skildringer
- I Shakespeares Julius Caesar har Calpurnia en drøm om, at en statue af Cæsar var dækket med blod, mens mange romere vaskede deres hænder i blodet. Hun ser også i sin drøm, at Julius Cæsar ville dø i hendes arme.
- Calpurnia blev portrætteret af Gertrude Michael i Cleopatra (1934), Greer Garson i 1953-filmatiseringen af Shakespeares Julius Caesar, Gwen Watford i Cleopatra (1963), Joan Sims i Carry On Cleo (1964), Jill Ben i 1970-tilpasningen af Julius Caesar og Valeria Golino i miniserien Julius Caesar fra 2002.
- Calpurnia ses løse et mord i Mist of Prophecies (2002), en del af Roma Sub Rosa-serien af Steven Saylor. Hun får opdageren Gordianus til at undersøge en trussel mod sin mand i en senere bog i denne serie, The Triumph of Caesar (2008). Hun er portrætteret som en kvinde med formidabel intelligens og effektivitet, fuldstændig hengiven til sin mands interesser, men med en uoverensstemmende fascination af forsøget på at forudsige fremtiden.
- Calpurnia blev portrætteret af Haydn Gwynne i HBOs serie Rome. Hun er portrætteret som stolt og traditionel og har en vision om Cæsars død.
- Shakespeares Calpurnia blev portrætteret af Sylvia Lennick i Wayne og Shusters komediesketch "Rinse the Blood Off My Toga", parodieret som en hysterisk italiensk-amerikansk husmor, der gentagne gange jamrer "Jeg fortalte ham, Julius! Gå ikke!" med en Bronx accent.[30]

## Fodnoter
1. ↑  Dannelsen af Det første triumvirat, med Cæsar, Pompejus  og Marcus Licinius Crassus, der havde været Pompejus' medkonsul, er generelt dateret til 60 f.Kr., hvor ægteskabet mellem Julia og Pompejus i 59 f.Kr. ses som en handlinger, der styrker alliancen.'"`UNIQ--ref-00000003-QINU`"' Julias død i 54 f.Kr. og Crassus' død det efterfølgende år, var to af omstændighederne, der kraftigst forværrede forholdet mellem Cæsar og Pompejus, hvilket førte til at Cæsars borgerkrig brød ud i 49 f.Kr..'"`UNIQ--ref-00000004-QINU`"'
2. ↑  Plutarch benævner Pompeia som Cæsar's tredje hustru og lader forstå, at Cornelia var hans anden og Cossutia hans første.
3. ↑  Denne passage ho Sveton er uklar i forhold til tidspunktet hans nominering, men hævder at Cæsar var i sit sekstende år (og dermed var femten år gammel), da hans far døde, og at han brød sin forlovelse med Cossutia i løbet af det efterfølgende år, idet han var blevet nomineret til Flamen Dialis.
4. ↑  Dette har givet den engelske talemåde, "Cæsars husk skal være hævet over mistanke".
5. ↑  Brutus var født i 85 f.Kr., og da Cæsar generelt menes at være født i 100 f.Kr., betyder det at han ville have været 15 år ved Brutus' fødsel.
6. ↑  Dette, eller andre lignende rygter, kan være årsagen til Pompejus skulle have benævnt Cæsar som "Aigisthos". I græsk mytologi blev Aigisthos født i et incestiøst forhold, da hans far, Thyestes, voldtog sin egen datter, Pelopia, som følge af en profeti, om at en sådan søn vil hævne Thyestes mod hans bror, Atreus, der havde bemægtiget sig Mykenes trone. Efterladt som spæd af sine forældre, blev Aigisthos opdraget af sin onkel, som han senere myrdede. Fordrevet fra Mykene af Atreus' søn, Agamemnon, tog Aigisthos sin fætters hustru, Klytaimnestra, som sin elsker under Den trojanske krig, og med hendes hjælp myrdede Agamemnon, da han vendte tilbage. Agamemnons søn, Orestes, hævnede senere sin far ved at dræbe både Aigisthos og sin egen  mor.'"`UNIQ--ref-0000000A-QINU`"'